# 獅子的點心
《獅子的點心》是日本作家小川糸所著的小說，2019年10月出版。第17屆（2020年）書店大獎第2位。截至2021年4月，累積發行量超過20萬本。
2021年獲日本放送協會（NHK）改編為電視劇，土村芳主演，6月27日至8月15日期間播映。

## 電視劇

### 演員列表
- 海野雫：土村芳
- 田陽地：龍星涼
- 粟鳥洲友彥：和田正人
- ：加藤和子
- 狩野舞：濱田麻里
- 坂口早苗：西田尚美
- 坂口弘人：石丸幹二
- Madonna：鈴木京香

## 外部連結
- 小說特設網站（日語）
- 電視劇官方網站（日語）